# 蕭時哲
蕭時哲（筆名：驚駭，Andy Shou，1966年10月22日—），黎明工專化學工程畢業，台灣驚駭家族家長，驚駭空間紋藝工坊創辦人，刺青極限雜誌顧問、專欄，中國紋身聯合會藝術顧問，中國紋身發展促進會顧問，著有《驚駭紋身》。台灣紋身大師、國際展評審，2004年多倫多世界紋身大賽最佳背部BEST BACK。2005年泰國曼谷國際紋身大賽最佳全身 BEST BODY SUIT。2010年作品於國家音樂廳與旅美音樂家溫隆信先生合作發表-刺青上。2013年美國波士頓國際紋身大賽最佳全身 Overall Male Artist。2014年作品影片受邀至法國國立彭麗博物館展出。2019年受邀台灣高雄美術館《TATTOO刺青-身之印》參展與演講。